# Roberto Néstor Sensini
Roberto Néstor Sensini, argentinski nogometaš, * 12. oktober 1966, Arroyo Seco, Argentina.
Sodeloval je na nogometnemu delu poletnih olimpijskih iger leta 1996.